# マイク・ボールドウィン
マイク・ボールドウィン (Mike Baldwin, 1955年1月15日 - ) はアメリカ合衆国カリフォルニア州パサデナ出身の元オートバイレーサー。1980年代にAMAスーパーバイクのトップライダーとして活躍し、世界グランプリにも参戦した。

## 略歴

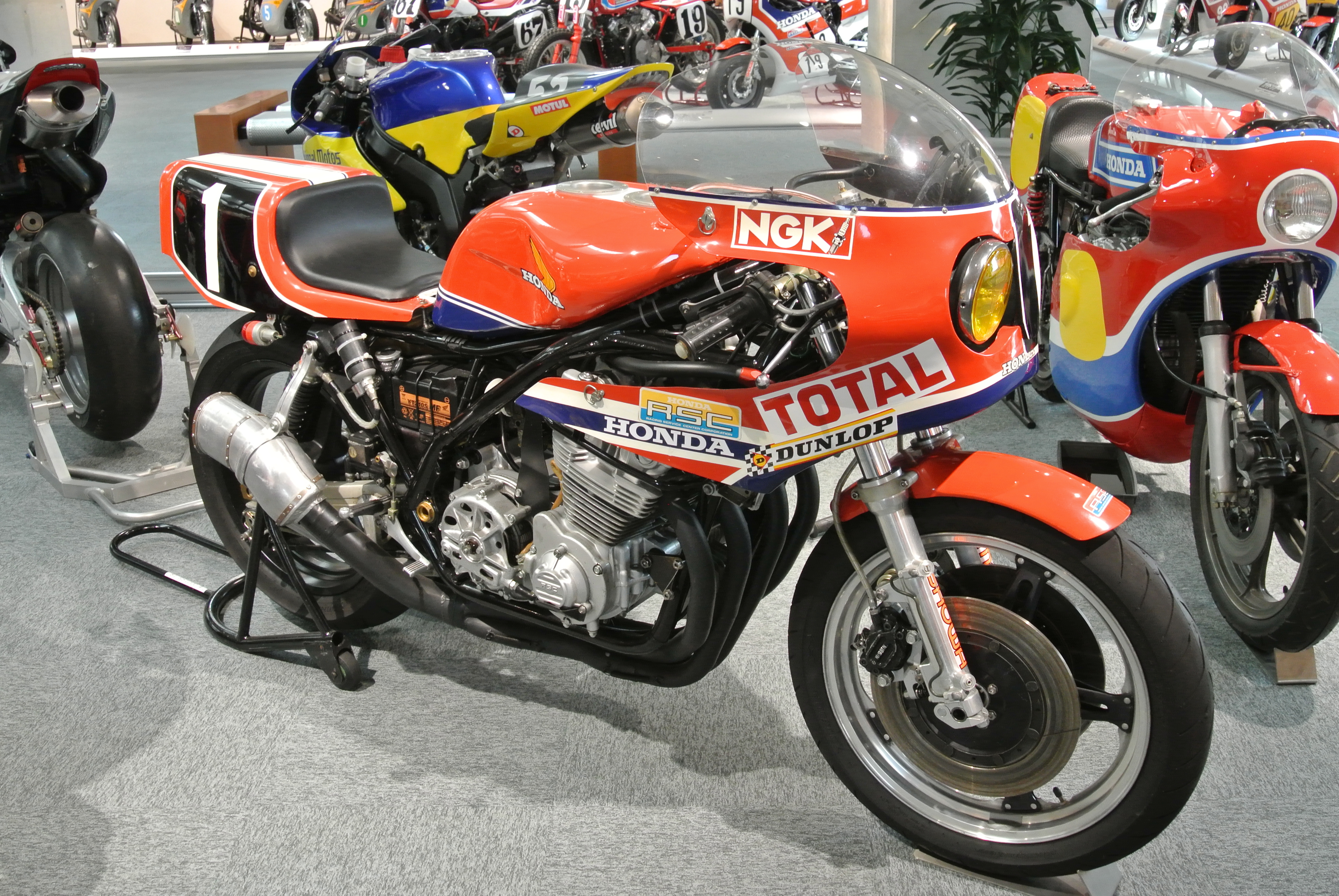
1981年 鈴鹿8時間耐久優勝車 ホンダ・RS1000

ボールドウィンはAMAフォーミュラ1のタイトルを5度獲得し、また鈴鹿8時間耐久ロードレースで初めて3勝を挙げたライダーでもあった。世界グランプリにはケニー・ロバーツ率いるヤマハのチームから参戦し、1986年には500ccクラスでランキング4位の成績を挙げた。そのまま最も成功するアメリカ人レーサーの一人になるかと思われたが、怪我によって選手生命を縮めることになった。
2001年、AMA殿堂入りを果たした。

## 戦歴

### AMA
- 1974年 - ロードレースにデビュー（10勝）[3]
- 1975年 - AMAノービス250ccクラスに参戦[3]
- 1978年 - AMAナショナルF1クラス チャンピオン[4]
- 1983年 - AMAナショナルF1クラス チャンピオン[4]
- 1984年 - AMAナショナルF1クラス チャンピオン[4]
- 1985年 - AMAナショナルF1クラス チャンピオン[4]

### ロードレース世界選手権
- 凡例
- ボールド体のレースはポールポジション、イタリック体のレースはファステストラップを記録。

| 年   | クラス | チーム                     | マシン | 1      | 2      | 3      | 4      | 5     | 6     | 7      | 8      | 9      | 10     | 11     | 12     | 13     | 14     | 15    | ポイント | 順位 | 勝利数 |
| ---- | ------ | -------------------------- | ------ | ------ | ------ | ------ | ------ | ----- | ----- | ------ | ------ | ------ | ------ | ------ | ------ | ------ | ------ | ----- | -------- | ---- | ------ |
| 1979 | 500cc  | スズキ                     | RG500  | VEN -  | AUT 14 | GER 10 | ITA 5  | SPA 3 | YUG - | NED -  | BEL -  | SWE -  | FIN -  | GBR -  | FRA -  |        |        |       | 17       | 13位 | 0      |
| 1981 | 500cc  | スズキ                     | RG500  | AUT -  | GER -  | ITA -  | FRA NC | YUG - | NED - | BEL -  | RSM -  | GBR -  | FIN -  | SWE -  |        |        |        |       | 0        | -    | 0      |
| 1985 | 500cc  | HRC ホンダ                 | NS500  | RSA 9  | SPA 7  | GER NC | ITA 11 | AUT 7 | YUG - | NED NC | BEL 11 | FRA 10 | GBR -  | SWE 7  | RSM 8  |        |        |       | 18       | 11位 | 0      |
| 1986 | 500cc  | ラッキーストライク・ヤマハ | YZR500 | SPA 3  | ITA 3  | GER 3  | AUT 5  | YUG 5 | NED 3 | BEL NC | FRA 4  | GBR 18 | SWE 3  | RSM 4  |        |        |        |       | 78       | 4位  | 0      |
| 1987 | 500cc  | ラッキーストライク・ヤマハ | YZR500 | JPN NC | SPA NC | GER -  | ITA -  | AUT - | YUG - | NED -  | FRA -  | GBR -  | SWE -  | CZE -  | RSM -  | POR NC | BRA 10 | ARG 6 | 6        | 18位 | 0      |
| 1988 | 500cc  | HRC ホンダ                 | NSR500 | JPN -  | USA 10 | SPA NC | EXP -  | ITA - | GER - | AUT -  | NED -  | BEL 20 | YUG 14 | FRA 13 | GBR 13 | SWE -  | CZE -  | BRA - | 14       | 19位 | 0      |

### 鈴鹿8時間耐久レース
| 年   | 車番 | ペアライダー       | チーム                             | マシン         | 予選順位 | 決勝順位 | 周回数 |
| ---- | ---- | ------------------ | ---------------------------------- | -------------- | -------- | -------- | ------ |
| 1978 | 2    | ウェス・クーリー   | ヨシムラレーシング                 | スズキ・GS1000 | 2        | 1        | 194    |
| 1981 | 1    | デビッド・アルダナ | ホンダ・フランス                   | ホンダ・RS1000 | 6        | 1        | 199    |
| 1982 | 20   | 木山賢悟           | Team RSC                           | ホンダ・RS1000 | 2        | Ret      | 3      |
| 1984 | 1    | フレッド・マーケル | Team HRC                           | ホンダ・RS750R | 5        | 1        | 191    |
| 1985 | 2    | ドミニク・サロン   | アメリカ・ホンダ                   | ホンダ・RVF750 | 5        | 2        | 195    |
| 1986 | 2    | ケニー・ロバーツ   | ラッキーストライクロバーツ・ヤマハ | ヤマハ・YZF750 | 2        | Ret      | 130    |

## 人物
マイクはアメリカ西部のカリフォルニア州の山の中の町で生まれ、3歳のときに同州内にある湖の近くに転居し、10歳のときに東部のコネチカット州に転居する。兄弟は、実兄1人、実弟1人、異母弟1人、異母妹2人である。趣味はスキーとヨットで、スキーは大回転が得意である。
マイクは16歳のときに初めてバイクに乗った。最初のバイクは125ccのトレールバイクで、それに乗って森の中を走り回っていた。18歳になるとロードスター（roadster）に乗り換え、舗装路での走りを楽しんでいた。友だちに誘われてバイクレースを観戦しに行く。レースへの出場も誘われ、出走することになる。最初のレースは1974年で、使用したバイクは、レース会場まで乗って行ったロードスターであった。マイクはレーサーを持っていなかったのである。
家族の中でバイクに乗るのはマイクだけである。マイクは19歳でロードレースを始めたが、そのことを知った家族はあまりいい顔はしなかった。そこにはアメリカ東部でのバイクレースの社会的な位置付けが関連し、また、バイクレースはスキーよりも危険だという認識が家族にはあった。
マイク自身にとってはスキーもバイクレースも危険性は同じであった。ただ、スキーでは収入を得ることができない、と考えていた。それに対して、バイクレースは楽しんで収入を得られるもの、という認識であった。
1974年のデビューレースでバイクレースの面白さに気づいたマイクはロードスターを売り、レーサーを探していた。そんなときにある友だちがマイクのために市販ロードレーサーヤマハTR-2（350cc）とヤマハTA125（125cc）の2台を買ってくれた。その友だちはマイクに無償でロードレーサー2台をあげたのである。2回目以降のレースはこの2台で出場した。その年は全レースを走り、10勝をあげた。
1975年はAMAノービス250ccクラスに参戦。ヤマハTR-2（350cc）を250ccに改造しての参戦である。TA125は売却し、ハーフトラック（約800m）用のダートトラックレーサーを購入し、ダートトラックレースに1年間参戦した。
マイクが掲げるレーシングライダーとして必要なことは次の三つである。
- 集中力
- 勝利への決意
- レースに対する思い入れ

集中力を身に付けることはたやすいことではないが、一度その方法を会得すれば、その後は集中力を維持することは容易である、とマイクは考えている。一方、勝利への決意を維持することは難しいと考えている。レース経験を重ねると緊張感が緩んでくるというのである。そのため、いつも自分を奮い立たせる必要があるという。レースに対する思い入れについては、マイクはスキー選手だった頃にスキーレースに打ち込んでいて、スキーのことばかり考えていた。そのことが習慣として身についており、ロードレースを始めてからは、シーズン中はロードレースのことばかり考えることがごく普通にできるのである。
マイクにとって、走ることは楽しいことであり、ダートトラックレースなど他のスポーツはロードレースでより速く走るための糧である。